# –30–

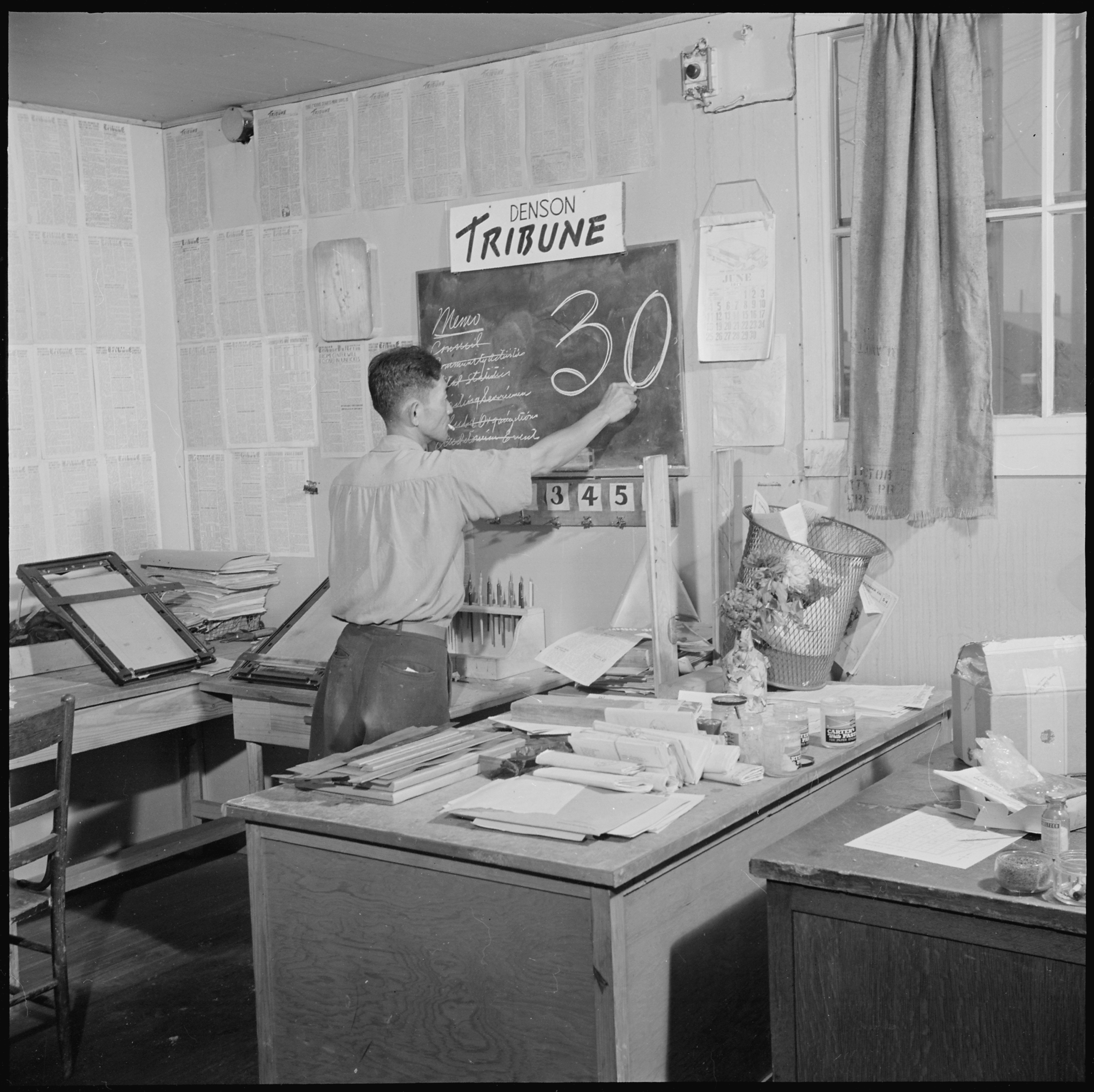
日系アメリカ人の強制収容所であるジェローム戦争移住センターで新聞を発行していたハリー・シラミズは、1944年6月の収容所の閉鎖前に最終号を発行した後、編集室の黒板に"30"と書いた。

–30–は、北米のジャーナリストが編集作業や原稿を印刷工程に出す際に伝統的に使用してきた、「記事の末端」を意味するフレーズである。電信、テレタイプなどで複数の原稿をまとめて送る際に、記事の切れ目を示すために使用される。また、プレスリリースの末尾に用いられることもある。
このフレーズの由来は不詳である。一説には、南北戦争時代に用いられていた電信略号である92符号において"30"が「送信終了」を意味していたことに由来し、これがAP通信のウォルター・P・フィリップスが開発した簡略符号であるフィリップス符号に導入されて広まったという。
これはメタデータであり、印刷の際には取り除かれるものであるが、誤って印刷されてしまうこともある。『ニューヨーク・タイムズ』の記事で、ある裁判の開廷日が「2月30日」というあり得ない日付になっていたことがあった。これは、記者が記事の末尾に書いた"–30–"を印刷工が記事の一部と勘違いして"February 30"としてしまったためだった。
ケベック州には、ケベックプロジャーナリスト連盟(Fédération professionnelle des journalistes du Québec)が発行する-trente-というジャーナリズム雑誌がある（trenteはフランス語で30の意味）。

## 大衆文化において
- -30-（英語版） - ロサンゼルスの架空の新聞社を舞台とした1959年の映画。ジャック・ウェッブ（英語版）が制作・監督・出演。
- "–30–（英語版）" - テレビドラマ『THE WIRE/ザ・ワイヤー』の最終回のタイトル。
- "30" - 『LAW & ORDER:犯罪心理捜査班』のエピソード（邦題は『デッドライン』）。
- 『スーパーマン』で、デイリープラネットの社員がこの署名を使用しなかったことで、そのキャラクターの偽装やマインドコントロールが判明するという筋書きが何度か使われている。
- 1952年の映画『パーク・ロウ（英語版）』の終わりは新聞『ニューヨーク・グローブ（英語版）』の発刊に関するものであり、「THE END」の代わりに「THIRTY」という言葉で終了している。